# SN 2006lt
SN 2006lt – supernowa typu Ib odkryta 11 października 2006 roku w galaktyce A021659+3041. W momencie odkrycia miała maksymalną jasność 19,10m.